# Gabriel Leyes
Hober Gabriel Leyes Viera, noto semplicemente come Gabriel Leyes (Paysandú, 29 maggio 1990), è un calciatore uruguaiano, attaccante del Dep. Binacional.

## Caratteristiche tecniche
È un centravanti.

## Carriera
Cresciuto nel settore giovanile del River Plate (M), ha esordito in prima squadra il 13 febbraio 2011 disputando l'incontro di Primera División Profesional perso 2-1 contro il Rampla Juniors.

## Palmarès

### Club

#### Competizioni nazionali
- Campionato peruviano: 1

Alianza Lima: 2017